# Délivrances
Pour les articles homonymes, voir Délivrances (Morrison).
Délivrances est le deuxième roman historique de la série de l'auteur franco-ontarienne Mylaine Demers. L'histoire suit les personnages du roman précédent, Mon père, je m'accuse, dans leur lutte contre la société de l'Ontario français des années 1950. Maria Comtois et sa fille Élisabeth, donnée en adoption à la naissance, évoluent dans une société religieuse et pauvre de l'Est de l'Ontario. Plusieurs secrets familiaux demeurent bien gardés, . 